# 蓬古安
蓬古安（法語：Pontgouin，法語發音：[pɔ̃ɡwɛ̃]）是法国厄尔-卢瓦省的一个市镇，位于该省中西部，属于沙特尔区。

## 地理
蓬古安（48°28'49"N, 1°9'40"E）面积25.16 平方千米，位于法国中央-卢瓦尔河谷大区厄尔-卢瓦省，该省份为法国北部内陆省份，北起顺时针与厄尔省、伊夫林省、埃松省、卢瓦雷省、卢瓦-谢尔省、萨尔特省和奧恩省接壤。
与蓬古安接壤的市镇（或旧市镇、城区）包括：迪尼。

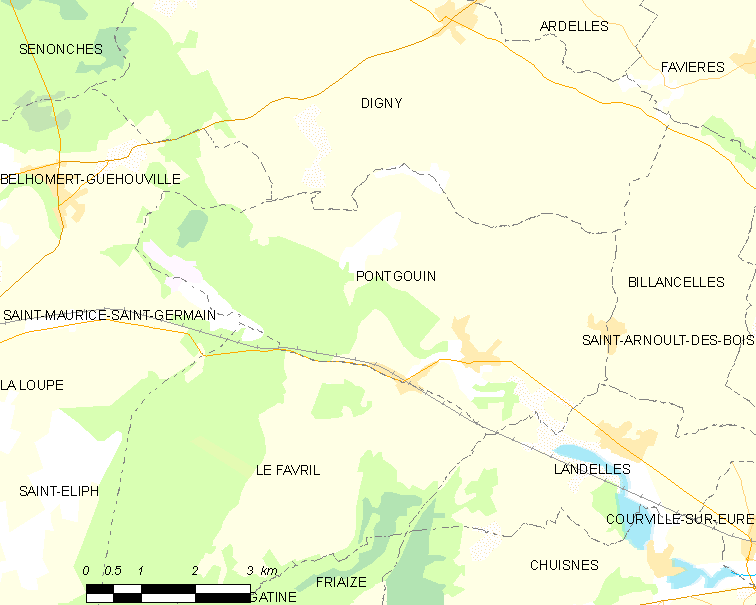
蓬古安的OSM定位图

蓬古安的时区为UTC+01:00、UTC+02:00（夏令时）。

## 行政
蓬古安的邮政编码为28190，INSEE市镇编码为28302。

## 政治
蓬古安所属的省级选区为伊利耶孔布赖县。

## 人口

1962-2008年间蓬古安人口变化图示

蓬古安于2022年1月1日时的人口数量为1117人。